# Mont-Saint-Vincent
Mont-Saint-Vincent är en kommun i departementet Saône-et-Loire i regionen Bourgogne-Franche-Comté i östra Frankrike. Kommunen ligger i kantonen Mont-Saint-Vincent som tillhör arrondissementet Chalon-sur-Saône. År 2022 hade Mont-Saint-Vincent 310 invånare.

## Befolkningsutveckling
Antalet invånare i kommunen Mont-Saint-Vincent
| Referens: INSEE |